# Hermann I. (Baden)

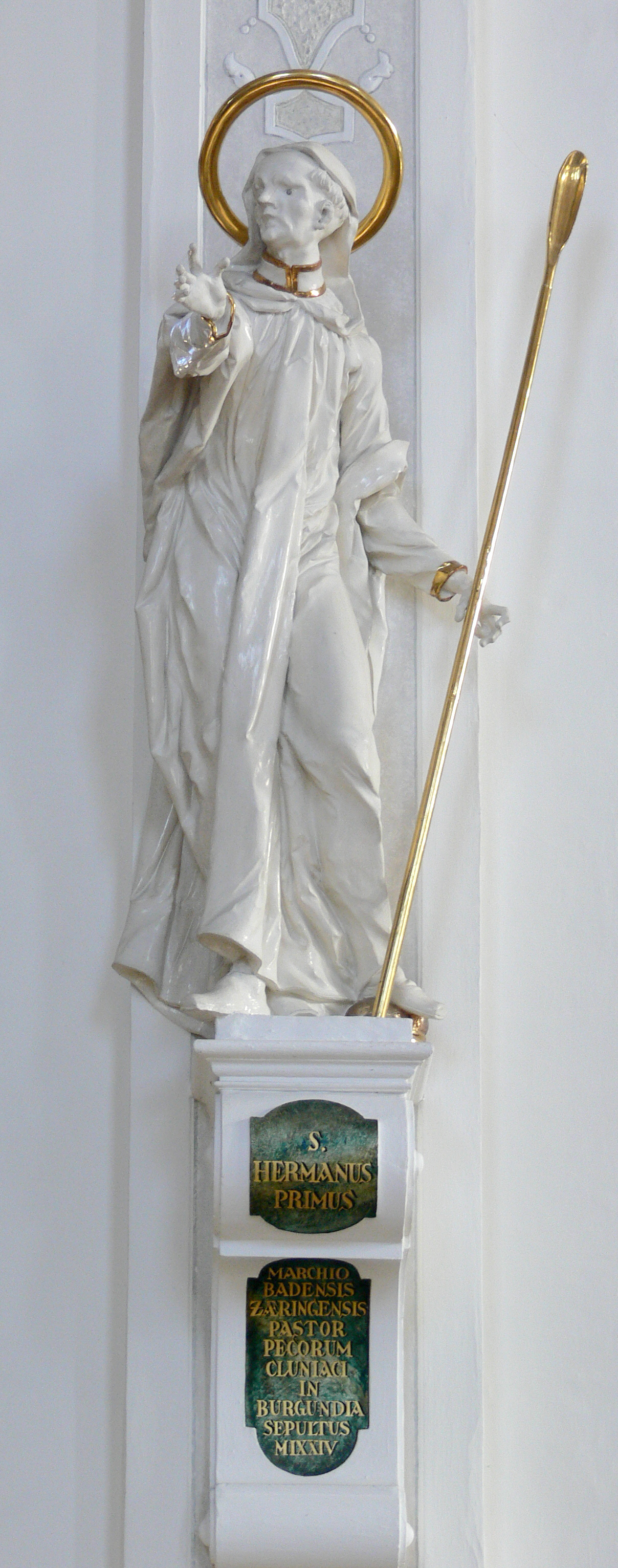
Figur von Hermann I. in der Kirche St. Peter auf dem Schwarzwald

Hermann I. von Baden (* um 1040; † 25. April 1074 in Cluny) war Markgraf von Verona von 1061 bis 1074 und Graf im Breisgau. Er begründete das Haus Baden und ist Stammvater der Markgrafen von Baden.

## Herkunft
Hermann war der älteste Sohn von Berthold I. von Zähringen und ein Bruder von Herzog  Berthold II. von Zähringen und des Konstanzer Bischofs Gebhard III. von Zähringen.

## Leben
Sein Titel des Markgrafen von Verona geht auf die Zugehörigkeit der Mark Verona zum damals zähringischen (Titular-)Herzogtum Kärnten zurück, während die Grafschaftsrechte im Breisgau Familienbesitz waren. Von seiner Gemahlin Judith ist nur ihr Vorname bekannt, eine Einreihung in eine der südwestdeutschen Adelsfamilien ist bisher noch nicht gelungen.
Aus der Erfahrung der Wirren des Bürgerkriegs während des Investiturstreits, der die schwäbischen Stammlande der Zähringer verwüstete, zog sich Hermann I. 1073 ins Kloster Cluny zurück, legte die Ordensgelübde ab und wurde Laienbruder. Er starb dort im folgenden Jahr. Die Katholiken gedenken des seligen Markgrafen Hermann I. von Baden am 25. April.
Aus denselben Gründen verlagerte sein jüngerer Bruder Berthold II. von Zähringen ab 1079 den Schwerpunkt seiner Herrschaft an den Oberrhein.
In der Zählung der Markgrafen von Baden hat Hermann noch keine Ordnungszahl, in der Reihe der Träger des Namens Hermann ist er der erste.
In der Folgezeit scheint der Name Hermann als Titel des jeweils ältesten Sohnes verwendet worden zu sein, so dass ein eventuell jüngerer Sohn diesen Namen übernahm, wenn der ältere Bruder als Träger dieses Namens starb.
Aus der Ehe mit Judith ging mindestens ein Sohn, Hermann (II.), hervor. Dieser war der Erste, der sich Markgraf von Baden nannte.